# Juan Roca de Togores y Carrasco
Juan Nepomuceno Roca de Togores y Carrasco (Murcia, 13 de diciembre de 1801-Madrid, 25 de marzo de 1883) fue un aristócrata, político, escritor y geógrafo español, III conde de Pinohermoso.

## Biografía
Fue el primer hijo de María Francisca de Paula Carrasco y Arce, sexta Condesa de Villaleal, y de Luis de Francia Roca de Togores Valcárcel, segundo conde de Pinohermoso.
Residió en Orihuela en el palacio familiar que su padre el conde de Pinohermoso (actualmente Ducado de Pinohermoso) tenía junto a la Catedral oriolana (actualmente convertido en la Biblioteca Pública del Estado Fernando de Loazes). Fue prócer en las Cortes Generales y posteriormente senador. A la muerte de su padre sucedió en el título de conde de Pinohermoso, tercero en la línea.
Fue nombrado caballero del Toisón de Oro por la reina Isabel II, junto a su hermano Mariano, hecho que le confirió ser una de las pocas familias con dos miembros pertenecientes a la Real Orden del Toisón con la excepción de la familia real. También fue mayordomo mayor de la reina entre 1848 y 1855. Además de su faceta política es menos conocida su faceta como geógrafo y escritor. Publicó un estudio sobre la Huerta de Orihuela con detalle, que fue publicado en la Academia Económica de Valencia a la que pertenecía. Fallecido en Madrid el 25 de marzo de 1883, fue enterrado en un panteón del cementerio de Albacete.[cita requerida]

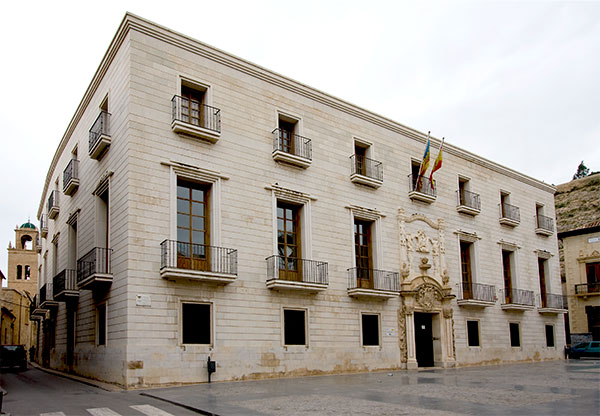
Palacio del Duque de Pinohermoso (actualmente Biblioteca Fernando de Loazes), en Orihuela.
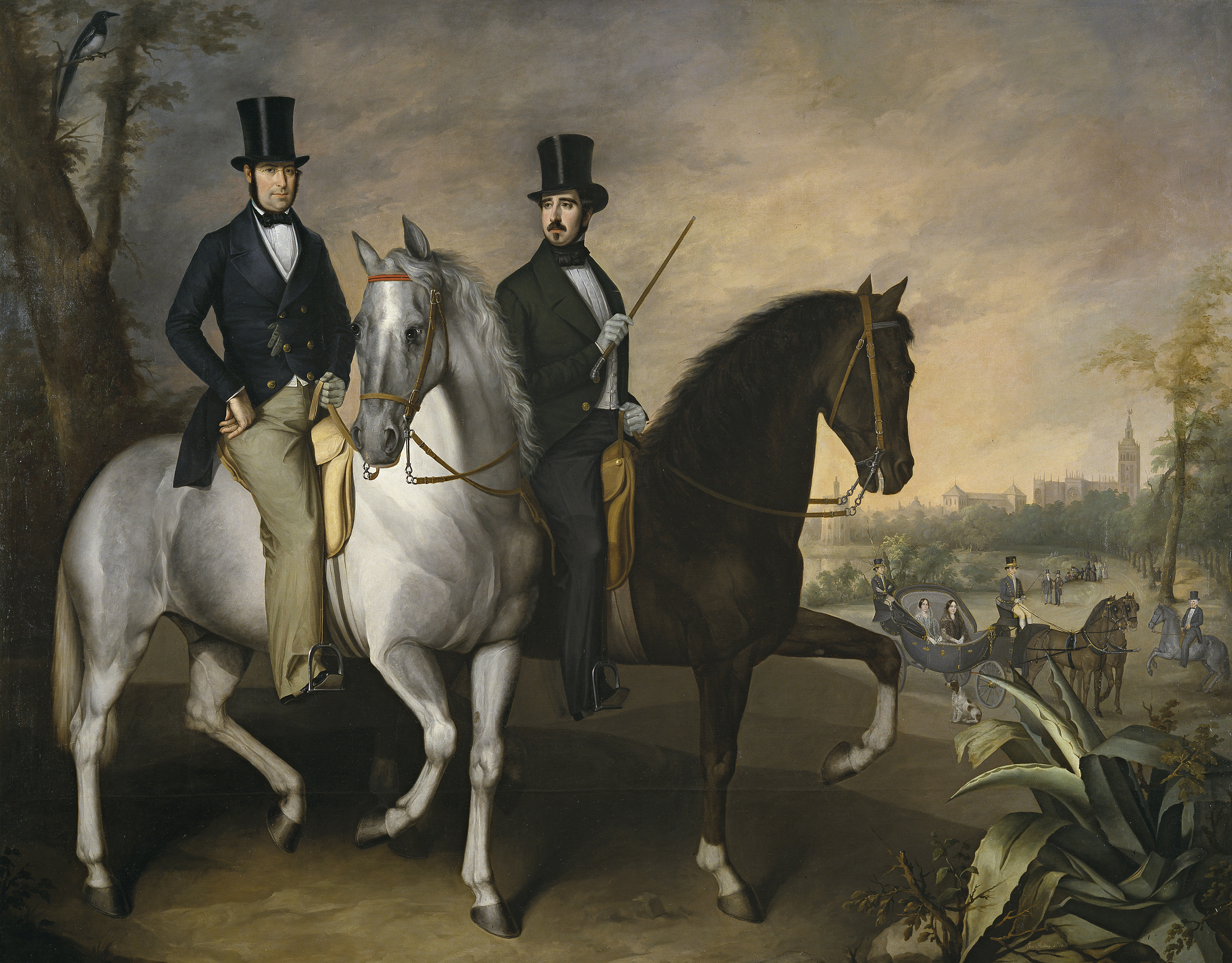
El conde de Pinohermoso y el marqués de Molins a caballo en las afueras de Sevilla. De José Roldán Martínez (Museo del Prado).
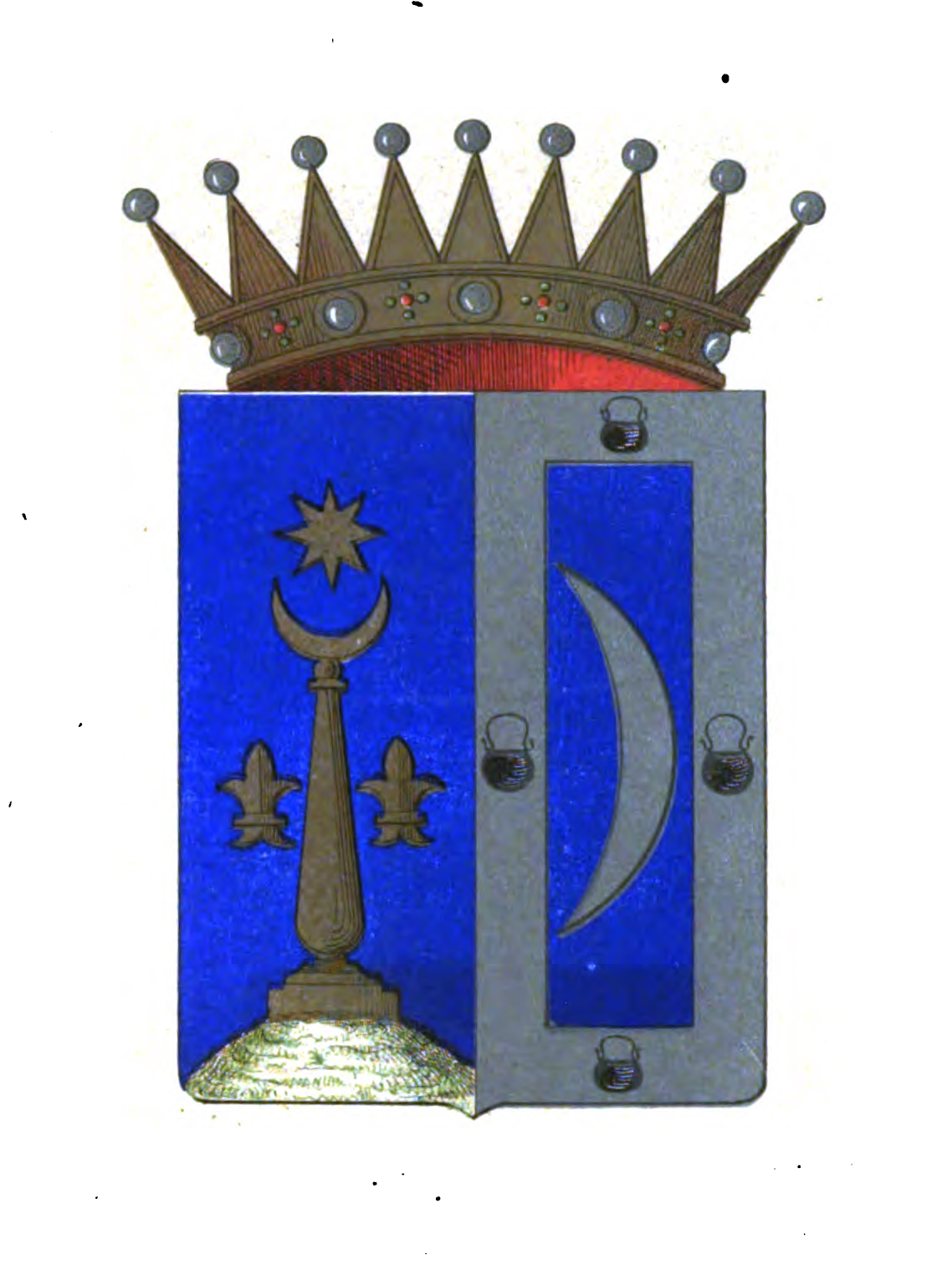
Escudo del conde de Pino Hermoso